# Eilsum
Eilsum ist ein Ortsteil der Gemeinde Krummhörn im Landkreis Aurich  im westlichen Ostfriesland. Eilsum hat 535 Einwohner (Stand: 31. Dezember 2024).

## Geografie
Eilsum ist als Warftendorf eine Haufensiedlung. Sie liegt etwa 13 Kilometer nordwestlich von Emden sowie knapp 5 Kilometer nordöstlich von Pewsum. Das Dorf entstand auf einer Höhe von 5,8 m ü. NHN auf einem von Nordost nach Südwest verlaufenden schmalen Streifen Kalkmarsch. Im Norden, Osten und teilweise im Westen grenzt Kleimarsch an. Im Westen ist aber auch Knickmarsch zu finden. Insgesamt bedeckt die Gemarkung eine Fläche von 11,09 Quadratkilometern.

## Geschichte
Eilsum gehört zu den ältesten Siedlungen an der deutschen Nordwestküste und wird erstmals im Jahre 1370 als Ethilsum erwähnt. Spätere Bezeichnungen waren Eddelsum (1439), Elsum (1442) und Eylsum (1625) bezeichnet. Die heutige Schreibweise ist seit 1696 geläufig. Der Name ist eine Zusammensetzung des Rufnamens Ethil oder Edilo mit Heim. Er bedeutet demnach Heim der Sippe des Ethil.
Im Norden von Eilsum liegen zwei kleinere Warfen in der Feldmark. Auf einer dritten Warf in der Nähe des Dorfes stieß man bei der Abtragung der Erde auf Reste menschlicher Behausungen. Skelettfunde, die bei einem Silobau im Jahre 1935 gemacht wurden, seien noch erwähnt. Vier menschliche Skelette lagen in einer Tiefe von etwa 2,25 m unter der Erdoberfläche. Nach dem archäologischen Befund handelte es sich um Bestattungen an einer Begräbnisstätte, die spätestens ins 12. Jahrhundert zu datieren ist. Kugeltopfscherben aus der Karolingerzeit aus der ältesten Siedlungsschicht weisen auf eine Besiedlung im 7./8. Jahrhundert.
Nach Angaben von Otto Galama Houtrouw war „Sibrandus in Ethilsum“, der in einer Urkunde vom 7. Juli 1370 erwähnt wird, einer der ersten Häuptlinge des Dorfes. Von der von ihm und seinen Nachfolgern bewohnten Burg Eilsum ist nur noch die Burgstätte vorhanden. Die dazugehörigen Ländereien sind längst in den Besitz der am Ort ansässigen Bauern übergegangen.
Im Mittelalter lag Eilsum an einem Seitenarm der Bucht von Sielmönken, die in mehreren Etappen eingedeicht wurde. „In alten Zeiten lag im Dorf ein Siel, die Stelle heißt heute noch ‚Faldern‘ oder ‚Rindelshafen‘“. Das Bauwerk sorgte für die Entwässerung des Greetmer Amtes und mündete nördlich des Eilsumer Nachbardorfes Grimersum in die Leybucht. Vor der Eindeichung reichte das Seewasser bei hoher Tide noch bis an Eilsum heran. Im Jahre 1461 wurde das alte Siel, das vollkommen verschlickt war, abgebrochen und bei Angernwehr neu erbaut. 150 Jahre war auch das neue Siel verschlammt. Deshalb wurde 1605 ein Kanal auf halber Strecke von Eilsum nach Greetsiel. Das Oll’ Deep, ein toter Wasserlauf, erinnert noch heute an dieses ehemalige Sieltief.
1744 fiel Eilsum wie ganz Ostfriesland an Preußen. Die preußischen Beamten erstellten 1756 eine statistische Gewerbeübersicht für Ostfriesland. In jenem Jahr gab es in Eilsum 20 (mit Middelstewehr und Hösingwehr: 22) Kaufleute und Handwerker, darunter fanden sich vier Schuster, drei Bäcker, jeweils zwei Leineweber, Schmiede und Zimmerleute und jeweils ein Böttcher, Glaser, Maurer, Radmacher und Schneider. Die beiden Kaufleute handelten mit Salz, Tabak und Seife, der zweite darüber hinaus mit Butter, Tee und Kaffee. In Middelstewehr fand sich darüber hinaus ein Maurer, in Hösingwehr ein Schneider.
Eilsum gehörte in der Hannoverschen Zeit Ostfrieslands zum Amt Greetsiel (1824) und bildete darin gemeinsam mit dem Flecken Greetsiel sowie den umliegenden kleinen Ortschaften und Höfen wie Hauen und Middelstewehr die Untervogtei Eilsum innerhalb der Amtsvogtei Greetsiel, in der in etwa die nördliche Krummhörn zwischen Greetsiel und Wirdum zusammengefasst war. Die andere Untervogtei hatte ihren Sitz in Grimersum.
Im Zuge der hannoverschen Ämterreform 1859 wurde das Amt Greetsiel aufgelöst und dem Amt Emden zugeschlagen, Eilsum gehörte seitdem zum letztgenannten. Bei der preußischen Kreisreform 1885 wurde aus dem Amt Emden der Landkreis Emden gebildet, dem Eilsum danach angehörte.
Jahrhundertelang waren die natürlichen Tiefs und die Entwässerungskanäle, die die Krummhörn in einem dichten Netz durchziehen, der wichtigste Verkehrsträger. Über Gräben und Kanäle waren nicht nur die Dörfer, sondern auch viele Hofstellen mit der Stadt Emden und dem Hafenort Greetsiel verbunden. Besonders der Bootsverkehr mit Emden über ds Alte Greetsieler Sieltief war von Bedeutung. Dorfschiffer übernahmen die Versorgung der Orte mit Gütern aus der Stadt und lieferten in der Gegenrichtung landwirtschaftliche Produkte: „Vom Sielhafenort transportierten kleinere Schiffe, sog. Loogschiffe, die umgeschlagene Fracht ins Binnenland und versorgten die Marschdörfer (loog = Dorf). Bis ins 20. Jahrhundert belebten die Loogschiffe aus der Krummhörn die Kanäle der Stadt Emden.“
Torf, der zumeist in den ostfriesischen Fehnen gewonnen wurde, spielte über Jahrhunderte eine wichtige Rolle als Heizmaterial für die Bewohner der Krummhörn. Die Torfschiffe brachten das Material auf dem ostfriesischen Kanalnetz bis in die Dörfer der Krummhörn, darunter auch nach Eilsum. Auf ihrer Rückfahrt in die Fehnsiedlungen nahmen die Torfschiffer oftmals Kleiboden aus der Marsch sowie den Dung des Viehs mit, mit dem sie zu Hause ihre abgetorften Flächen düngten.
Im April 1919 kam es zu sogenannten „Speckumzügen“ Emder Arbeiter, an die sich Landarbeiterunruhen anschlossen. Zusammen mit dem Rheiderland war der Landkreis Emden der am stärksten von diesen Unruhen betroffene Teil Ostfrieslands. Arbeiter brachen in geschlossenen Zügen in die umliegenden Dörfer auf und stahlen Nahrungsmittel bei Bauern, wobei es zu Zusammenstößen kam. Die Lage beruhigte sich erst nach der Entsendung von in der Region stationierten Truppen der Reichswehr. Als Reaktion darauf bildeten sich in fast allen Ortschaften in der Emder Umgebung Einwohnerwehren. Die Einwohnerwehr Eilsums umfasste 33 Personen. Diese verfügten über 14 Waffen. Aufgelöst wurden die Einwohnerwehren erst nach einem entsprechenden Erlass des preußischen Innenministers Carl Severing am 10. April 1920.
Am 1. Juli 1972 wurde Eilsum in die neue Gemeinde Krummhörn eingegliedert.
Ortsvorsteher ist Frank Wübbena.

### Historische Karten von Eilsum

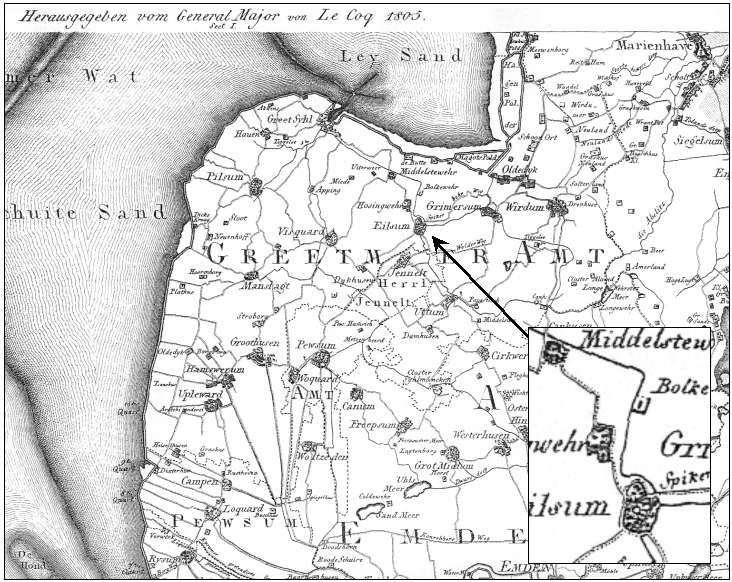
Eilsum – Karte des südwestl. Theils von Ostfriesland Sect. III – Herausgegeben von Generalmajor Le Coq 1805
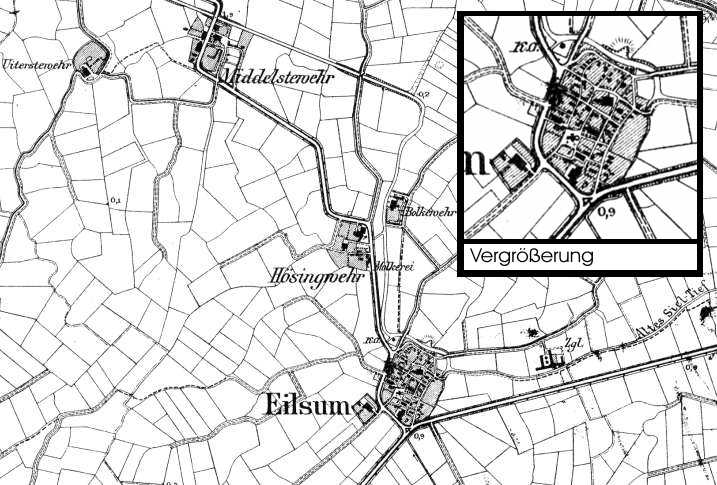
Eilsum – Königlich Preußische Landesaufnahme aus dem Jahre 1891 Blatt 'Pewsum'
Eilsum im Detail – Königlich Preußische Landesaufnahme aus dem Jahre 1891 Blatt 'Pewsum'

## Wappen
| Gemeindewappen von Eilsum | Blasonierung: „In Grün ein wachsender silberner, golden bezungter Adler, darunter ein goldenes sechszackiges Sporenrad.“ |
| Gemeindewappen von Eilsum | Wappenbegründung: Von den Häuptlingen „Sybern to Edelsum“ ist an einer Urkunde vom 10. Juni 1427 ein Siegel erhalten, das zwischen einem Einhorn und einem Hund als Schildhalter ein Wappen mit einem Adler zeigt. Um an die selbstständigen Eilsumer Häuptlinge zu erinnern, wurde der wachsende Adler in den Schild gesetzt. Aus dem Wappen der Stadt Norden wurde das Sporenrad entnommen, das die Zugehörigkeit der Gemeinde zum Landkreis Norden zeigt, bis er am 1. August 1977 in den Landkreis Aurich eingegliedert wurde. Der grüne Schildgrund steht für die Vieh- und Weidewirtschaft, den Haupterwerb der Bewohner von Eilsum. |

## Kultur und Sehenswürdigkeiten
Inmitten des Dorfes, auf der höchsten Stelle der Warf, bis auf die Westseite von Häusergruppen umgeben, steht das weithin sichtbare Gotteshaus der Gemeinde, die Eilsumer Kirche. Etwa zwischen 1240 und 1250 erbaut, handelt es sich um die einzige Chorturmkirche Ostfrieslands. De Riese schreibt dazu:
„Für jeden Kunstkenner lohnt es sich, die mächtige Kirche, die manchem viel zu groß für ein Bauerndorf erscheinen mag, und ihren 36 m hohen Turm kennenzulernen. Das Gotteshaus ist mit großformatigen Ziegelsteinen erbaut, der Gürtel besteht aus Sandstein. Der gewaltige Turm steht – eine Ausnahmeerscheinung – schief vor dem Ostgiebel der Kirche. Eine architektonische Besonderheit stellen sicherlich die zur Mitte der Langwände hin höher werdenden Fensterbögen dar. Das Bauwerk soll ursprünglich als eine dreischiffige Basilika angelegt worden sein, doch ist nur das hohe Mittelschiff ausgeführt worden.“

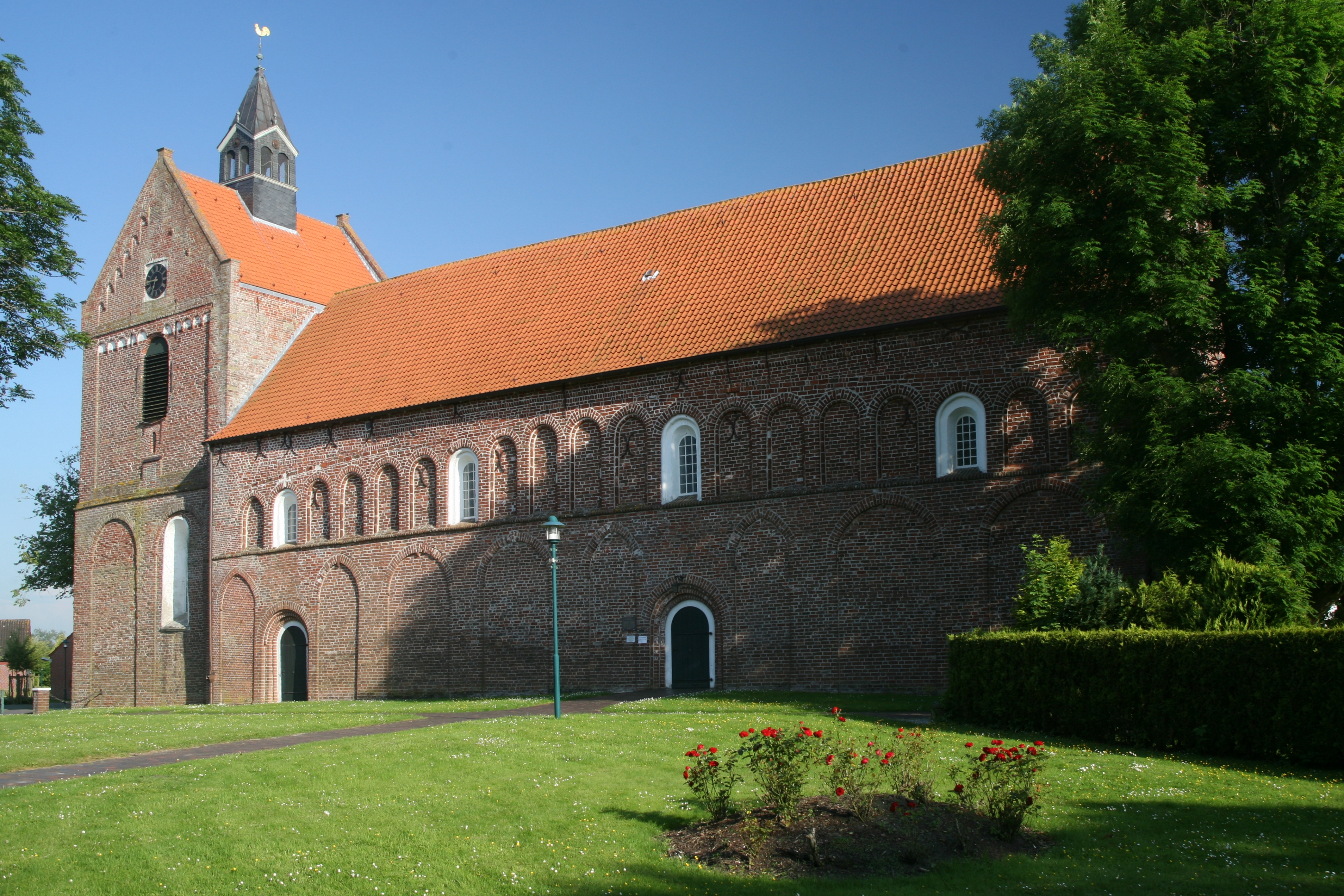
Kirche in Eilsum

Das bronzene Taufbecken stellt eine kulturhistorische Seltenheit aus dem 15. Jahrhundert dar. Der um 1860 zu Eilsum amtierende Pastor B. Krüger schrieb von dem Schmuckstück seiner Dorfkirche, dass es der größten Kathedrale zur Zierde gereichen könne. Der Kessel des Taufbeckens wurde 1472 von Barthold Klinghe dem Älteren gegossen und von den vier Evangelisten getragen. Daneben befindet sich die sechseckige Kanzel.
In den Jahren 1969/70 wurde die 1964 entdeckte Seccomalerei freigelegt. Im Gegensatz zu der Freskomalerei auf feuchtem Putz direkt aufgetragen, wird die Seccomalerei auf getrocknetem Putz angebracht. Kalkabfall von den Wänden und der Decke machten dieses einmalige Kunstwerk sichtbar, das heute noch von Kunsthistorikern aus vielen Ländern aufgesucht wird. Der Lukasstier, der die Farbfreudigkeit und Schaffensfreude der damaligen Kirchenkunst zum Ausdruck bringt, erfährt dabei besondere Aufmerksamkeit. In anderen Kirchen des ehemaligen Landkreises Norden werden noch weitere Wandmalereien vermutet.
Bis zum Jahre 1917 hingen drei Glocken im Turm. Eine davon wurde bereits im Ersten Weltkrieg, die zweite im Zweiten Weltkrieg zur „besonderen Verwertung“ beschlagnahmt. Die dritte noch vorhandene H-Glocke hat folgende Inschrift:
„1775 is dese gegooten toen Ian H Stromann en Ian Meinders als Kerkvoogden tot Eilsum en Iohannes Stirmann oudstle Predicant in deeze Gemeinte waren Ik roep het Volk tot Cristi Leer de Dooden bewys ik haar laaste Eer Ook als er Saken syn van t Gemeen roep ick door myn Stem het Volk bieen Gebruickt my niet tot Ydelheit op datt U Ziel geen Schade deit. Claudius Fremy Mammeus Fremy Heidefeldt me fecerundt.“
Seit 1996 hängt wieder eine zweite Glocke im Kirchturm. Sie ist auf den Ton E gestimmt und wurde im westfälischen Gescher von der Gießerei Petit & Gebr. Edelbrock hergestellt.
Das markante Tor mit der als Mahnung an die Dorfgemeinschaft angebrachten Inschrift: „Ken U Zelven“ (Erkenne dich selbst) gab einstmals dem Kirchplatz einen würdigen Abschluss.
Auffallenderweise stehen auf der Warft nur noch drei „Plaatsen“, weitere befinden sich am Fuße der Warft oder auf den fünf „Wehren“ Hoesingwehr, Bolkewehr, Middelstewehr, Angernwehr und Uiterstewehr. Vor 50 bis 100 Jahren wurden einige Höfe abgebrochen oder so verkleinert, dass diese nicht mehr als „Plaatsen“ bezeichnet werden können.
Am Wohnplatz Middelstewehr befindet sich ein Sendeturm. Mit der Kennung „Eilsum“ im Testbild wurden dort bis zur Umstellung auf DVB-T am 24. Mai 2004 folgende Programme in analogem PAL gesendet:
| Kanal | Frequenz (MHz) | Programm                              | ERP (kW) | Sendediagramm rund (ND)/ gerichtet (D) | Polarisation horizontal (H)/ vertikal (V) |
| ----- | -------------- | ------------------------------------- | -------- | -------------------------------------- | ----------------------------------------- |
| 50    | 703,25         | Sat.1 (Niedersachsen/Bremen)          |          |                                        | H                                         |
| 60    | 783,25         | RTL Television (Niedersachsen/Bremen) |          |                                        | H                                         |

## Persönlichkeiten
- Enne Heeren Dirksen (1788–1850), Professor der Mathematik
- Joest Harm Iben (1881–1974), Bürgermeister der Gemeinde
- Jann Jakobs (* 1953), Oberbürgermeister von Potsdam 2002–2018
- Günther Kokkelink (1932–2013), Architekt, Professor für Stadtbaugeschichte
- Mekke Willms Swyter (1838–1900), baptistischer Geistlicher